# Schoutambt Colmschate

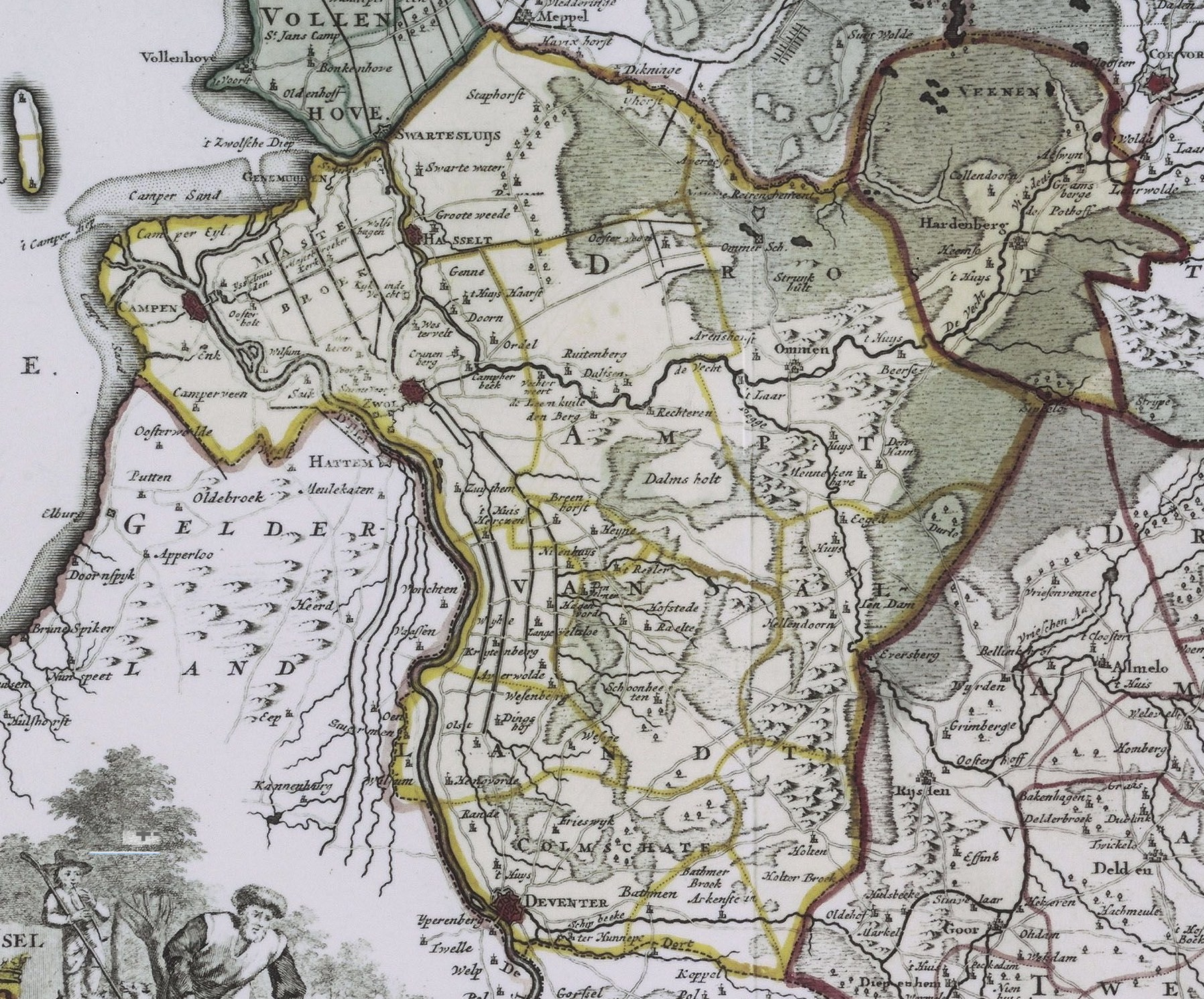
Het schoutambt Colmschate aangegeven op een kaart van Salland uit 1757

Het schoutambt Colmschate was een schoutambt bij de Nederlandse stad Deventer in het zuidwesten van Salland, provincie Overijssel. Het werd eeuwenlang bestuurd vanuit Deventer maar kreeg in 1811 de status van zelfstandige gemeente onder de naam Diepenveen.
Het rechtsgebied van het schoutambt ontstond in de late middeleeuwen en besloeg de marken Rande, Tjoene, Borgelo, Averlo, Gooij en Oxe. De hogere rechtspraak viel onder de landsheer van Overijssel, dat was aanvankelijk de bisschop van Utrecht en later Karel de Vijfde en diens opvolger Philips de Tweede. Aan de zuidzijde grensde het schoutambt aan het hertogdom Gelre. Er was in de middeleeuwen dan ook een verdedigingslinie in de vorm van de Sallandse landweer aangelegd. In 1576 kreeg de stad Deventer als onderpand voor een grote geldlening de zeggenschap over het gebied. De lening werd nooit terug betaald, maar gedurende de Franse tijd werd het schoutambt aan Deventer onttrokken en ontstond de gemeente Diepenveen. Die zou ten slotte in 1999 integraal onderdeel gaan uitmaken van de gemeente Deventer.
Het schoutambt bestond tot in de negentiende eeuw voor het overgrote deel uit heidevelden en moerassen. Landbouw was mogelijk op zandgronden die verrijkt werden met heideplaggen, dierlijke mest en stadsmest. Door het graven van waterlopen zoals de Zandwetering en de Soestwetering werd gepoogd de vaak zeer natte gebieden te ontwateren. Tegen het jaar 1600 was 10 procent van de gronden in gebruik bij landbouwers. In de negentiende eeuw kwamen er met behulp van groenbemesting en kunstmest grootschaliger ontginningen en werden op voor landbouw ongeschikte gronden bossen aangelegd.
In het schoutambt waren tot de reformatie twee vrouwenkloosters gevestigd; het klooster Diepenveen was in het jaar 1400 vanuit de beweging der Moderne Devotie gesticht in het noorden van het rechtsgebied en Maria ter Horst of Ter Hunnepe van de Cisterciënzer orde dat aan de Schipbeek in het zuiden lag. Het laatste was waarschijnlijk al rond 1225 gesticht. De kloosters hadden veel van de boerenhoeven in het schoutambt in eigendom.